# Lophelia pertusa
Lophelia pertusa és una espècie d'antozou hexacoral·li de l'ordre Scleractinia. És l'espècie de corall d'aigua freda més comuna d'entre les que formen esculls al món. Es troba en tots els mars del món excepte en els polars, Viu normalment a fondàries entre els 200 i els 1.000 m però s'ha trobat a 39 m a Noruega i a 3.000 m a l'Atlàntic. Creix amb molta lentitud i sovint les seves colònies les destrueix la pesca d'arrossegament. Les seves colònies presenten una gran biodiversitat.
L'any 2011 es va trobar una colònia de 100.000 m² a la Mediterrània, concretament a 600 m de fondària en una muntanya submarina de la Mar d'Alboran

## Biologia
Lophelia pertusa forma esculls de corall els quals de forma unusual entre els corall no tenen les algues simbiòtiques (zooxantel·les). La zona profunda del mar on viu és afòtica (no hi arriba la llum) Prefereix un interval de temperatures entre 6 i 8º
En ser un corall és un organisme colonial amb molts individus (pòlips) que viuen sobre els esquelets de carbonat de calci de les generacions de corall precedents. Quan aquesta espècie de corall està viva el seu color varia entre el vermell i el taronja. Al contrari que la majoria dels coralls tropicals els pòlips de Lophelia no estan interconectats per teixit viu. A Carolina del Nord s'estima que els esculles de Lophelia tenen una antiguitat de 40.000 anys amb pòlips vius que tenen una edat de més de 1.000 anys.
Els coralls de Lophelia poden créixer fins a fer 35 m d'alt i centenars de metres d'ample, el màxim de llargada observat és de 13 km a Noruega (Illes Lofoten). Aquests esculls tenen molts anys, ja que només creixen de l'ordre d'un mil·límetre l'any.

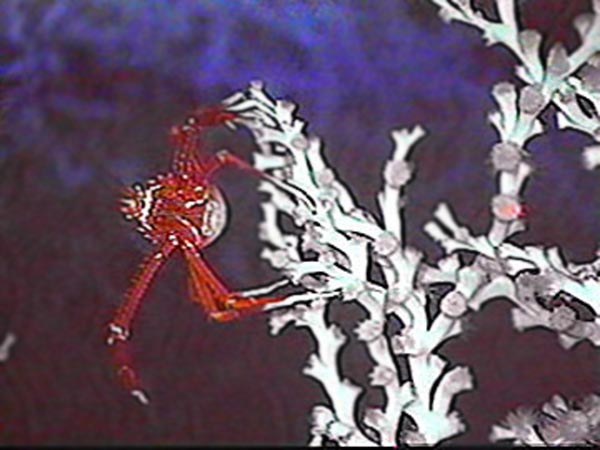
Crustaci i Lophelia

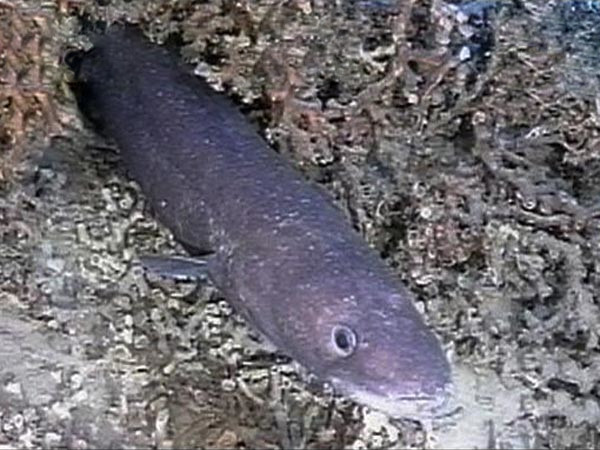
Un congri en el corall de Lophelia

L'organització ecologista Greenpeace argumenta que les explotacions petrolieres del nord d'Europa poden amenaçar aquests coralls i que per tant s'haurien de limitar.